# Тавла (приток Сакмары)
Тавла — река в России, протекает по Баймакскому району Башкортостана. Длина реки составляет 24 км.
Начинается в берёзовом лесу. Течёт в южном направлении через деревни Баимово, Второе Иткулово, затем поворачивает на восток. Устье реки находится в 702 км по правому берегу реки Сакмара около Нигаматово.
Основные притоки — Сакмагуш (лв, 1,4 км от устья), Сабалаир (пр, 6 км от устья), Ряжап (пр, 7,1 км от устья), Матим (пр).

## Данные водного реестра
По данным государственного водного реестра России относится к Уральскому бассейновому округу, водохозяйственный участок реки — Сакмара от истока до впадения реки Большой Ик. Речной бассейн реки — Урал (российская часть бассейна).
Код объекта в государственном водном реестре — 12010000512112200004860.